# Gao
Gao é uma cidade do Mali, situada as margens do rio Níger, no Nordeste do País. Conta com uma população de cerca de 38 190 habitantes (2005 est). Gao, no passado, foi uma importante passagem de caravanas, centro de comércio transaariano, e conserva monumentos que foram considerado pela UNESCO Patrimônio da Humanidade, como o Túmulo de Ásquia.

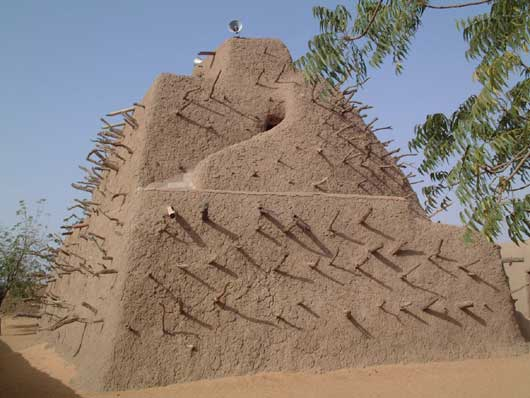
Túmulo de Ásquia em Gao